# 香港半葉趾虎
香港半葉趾虎（学名：Hemiphyllodactylus hongkongensis）为壁虎科半叶趾虎属的爬行动物，目前只於香港見其踪影。其种加词“hongkongensis”意为“香港的”。

## 保护
本种于2023年被收录入《有重要生态、科学、社会价值的陆生野生动物名录》。

## 外部連結
- 維基物種上的相關：香港半葉趾虎